# Barraca de pedra seca de l'Islau
La Barraca de pedra seca de l'Islau és una obra de Tarragona protegida com a Bé Cultural d'Interès Local.

## Descripció
Barraca de pedra seca de planta originàriament rectangular, que es conserva en un estat bastit precari de conservació. Presenta una porta de petites dimensions i la coberta allindada.